# 北朝鮮人民委員会

北朝鮮（臨時）人民委員会
북조선(림시)인민위원회 (韓国語)

国歌: 소비에트 련방 찬가（朝鮮語）
ソビエト連邦の国歌（1946年 - 1947年）

北朝鮮人民委員会の位置

北朝鮮人民委員会（きたちょうせんじんみんいいんかい）は、朝鮮の連合軍軍政期において、北朝鮮地区（北緯38度線以北の朝鮮半島）を統治した公式な行政機関である。ソビエト連邦の占領行政（軍政）機関であるソビエト民政庁が人民委員会（旧朝鮮人民共和国の地方支部）の上部統括組織として設立し、後に建国される朝鮮民主主義人民共和国の土台となった。
なお、本項目では北朝鮮人民委員会の前身である北朝鮮五道行政局、及び北朝鮮臨時人民委員会についても扱う。

## 沿革

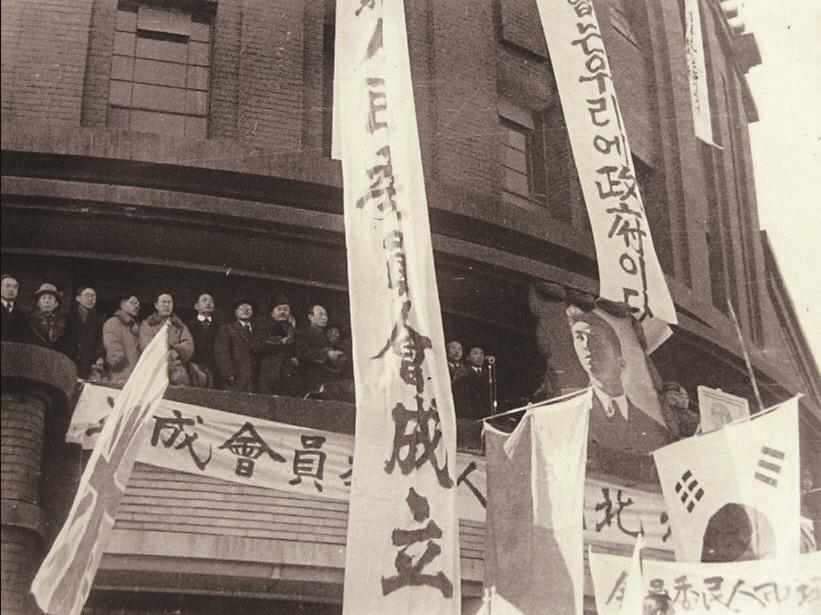
1946年2月8日に平壌で開催された北朝鮮臨時人民委員会成立慶祝大会の様子。太極旗と共にソ連以外の連合国の国旗（写真にあるのは英と華）も掲揚され、金日成の肖像画の上に掲げられた懸垂幕には、漢字混用の朝鮮語で「（臨時人民委員）会は私たちの政府だ」と書かれている様子が分かる。

1945年8月15日の玉音放送（日本の降伏宣言）後、南北朝鮮では行政区分の各級において、朝鮮人による行政機構の掌握が自発的に行われた。特に朝鮮建国準備委員会（建準）は組織的に活動し、8月末までに145の支部を全国各地に設置した。建準は9月6日に「朝鮮人民共和国」の建国を宣言し、京城府の本部を「中央人民委員会」へ、地方の支部を「人民委員会」と改称した。しかし9月8日に朝鮮総督府の降伏を受理したアメリカ軍政当局は10月10日に「朝鮮人民共和国」の政府承認を否定し、朝鮮総督府の統治機構を流用する一方で、社会主義的性向を嫌い南朝鮮地区（北緯38度線以南の米軍占領地域）に設置された各「人民委員会」を解散させた。
一方、同年8月の対日参戦直後から日本領朝鮮に侵攻したソ連軍は、同年9月までに38度線以北の朝鮮（北朝鮮）全域へ進駐する傍ら、各地で社会主義者・民族主義者と接触し、彼らが組織した「人民委員会」を後援することで占領行政を円滑に進めようとした。しかし、各地の「人民委員会」は諸機関同士の相互連絡が無く、京城府の「中央人民委員会」との関係が断絶したことで組織の体系化もままならなかった。そのため、同年10月3日にソ連軍は中央機関としてソビエト民政庁を設置し、同じ頃に「北朝鮮五道人民委員会連合会」を設けて、地方機関の統一について朝鮮人に協議させた。そして、11月19日に北朝鮮地区の統一的な行政を行う機関として、10局からなる「行政局」（「行政10局」）が設立され、更に11月28日には曺晩植を委員長とする「北朝鮮五道行政局」となった。
ソ連軍は「人民委員会」の中央集権化と並行して、共産主義系の独立運動組職の包容と、主要な親日派人士やソ連軍政に非協力的な民族主義者の弾劾・粛清も進めた。その過程で、連合国の朝鮮信託統治構想に反対する曺晩植が1946年1月5日からソ連当局によって軟禁状態に置かれ、北朝鮮五道行政局から民族主義者が排除されていった。また、日本政府がポツダム宣言の受諾を宣言した時点（1945年8月15日）で、朝鮮には朝鮮人による独自の共産党組織があった。しかしソ連は、東ヨーロッパの衛星国に対して採った方針を踏襲し、第二次世界大戦期をソ連で過ごした朝鮮人の共産党員に、好んで権力を与える方針を持っていた。そのため、ソ連軍政当局は1930年代にソ連へ亡命していた金日成の旧東北抗日聯軍一派（後の満洲派）を徐々に重用し、朝鮮国内派（甲山派、南労党派）や中国派といった他の共産主義分派たちを金日成率いる朝鮮共産党（後の朝鮮労働党）の下へ強制的に編入させた。
1946年2月8日、「北朝鮮各政党、社会団体、各行政局、及び各道、市、郡、人民委員会代表拡大協議会」において、北朝鮮地区全体を統括する機関として「北朝鮮臨時人民委員会」が樹立され、前述の行政局を取り込みつつ、ソビエト民政庁の業務を引き継いだ。その際、北朝鮮臨時人民委員会の委員長にはソ連軍の意向で満州派の金日成が就任した。これ以降、人民委員会は土地改革、重要産業の国有化、男女平等の推進等、社会主義体制への移行を本格的に進め、朝鮮戦争までに一定の成果を上げた。
その一方で、北朝鮮臨時人民委員会は立法組織と行政組織が併存しており、政府として未熟な面があった。そのため、北朝鮮臨時人民委員会は1946年11月3日に立法府の議員を決める総選挙を実施し、1947年2月20日に立法組織として「北朝鮮人民会議」を新設した。同時に、臨時人民委員会の行政組織については行政府の「北朝鮮人民委員会」として再編成することにし、正式な政府体制が発足した。
同年10月20日に朝鮮の信託統治（ひいては将来の「南北統一政府」樹立）を巡って米ソ共同委員会が最終的に決裂すると、人民委員会は11月18日に第3次会議を開催し、「憲法制定委員会」を樹立して北朝鮮独自の憲法制定に着手した。1948年5月10日に南朝鮮単独総選挙が強行されると、北朝鮮人民委員会は南側単独の新政府に対抗する別個の政府樹立を急いだ。同年8月25日、南北朝鮮を対象とした代議員選挙を行って最高人民会議を設立し、9月3日には朝鮮民主主義人民共和国憲法を公式採択、9月8日には従来の太極旗に代わる新国旗を制定し、9月9日の朝鮮民主主義人民共和国の建国を迎えた。建国と共に「北朝鮮人民委員会」は金日成を首班とする人民共和国政府（今日の北朝鮮政府）となり、発展的に消滅した。
1948年10月12日、ソ連は朝鮮民主主義人民共和国の国家承認を行い、ソ連による軍政は公式に終結した。

## 組織

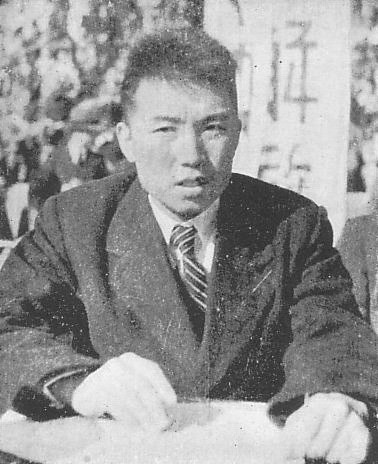
北朝鮮人民委員会委員長・金日成

北朝鮮人民委員会委員長は人民会議により選出され、委員会の各局部長は、人民委員会の定義により人民会議で決定された。
- 北朝鮮臨時人民委員会
  - 委員長：金日成
  - 副委員長：金枓奉
  - 書記長：康良煜
  - 産業局長：李文煥 / 交通局長：許南熙 / 農林局長：李舜根 / 財政局長：李鳳珠 / 逓信局長：趙永烈 / 商業局長：張時雨 / 教育局長：張鐘植 / 保健局長：尹基寧 / 司法局長：崔容達 / 保安局長：朴一禹 / 企画局長：朴聖奎 / 労働局長：呉淇變 / 宣伝部長：李清源 / 総務部長：金永損 糧政部長：文会彪 / 幹部部長：金永損

- 北朝鮮人民委員会
  - 委員長：金日成
  - 副委員長：金策、洪箕疇
  - 事務長：韓炳玉
  - 企画局長：鄭準沢 / 産業局長：李文煥 / 内務局長：朴一禹 / 外務局長：李康国 / 農林局長：李舜根 / 財政局長：李鳳珠 / 交通局長：許南熙 / 逓信局長：朱晃變 / 商業局長：張時雨 / 保健局長：李東英 / 教育局長：韓雪野 / 労働局長：呉淇變 / 司法局長：崔容達 / 人民検閲局長：崔昌益 / 総務部長：金廷柱 / 幹部部長：張鐘植 / 糧政部長：宋奉郁 / 宣伝部長：許貞淑

## 政令・法令・決定

### 1946年
- 3月5日 - 土地改革
- 4月10日 - 道人民委員会、郡人民委員会の幹部の選挙は共産党に報告することを決定
- 6月24日 - 労働法令（1日8時間労働を宣言）
- 7月8日 - 金日成総合大学設置
- 7月30日 - 男女平等権法
- 8月10日 - 産業国有化令